# Road Dogg
Brian Girard James (* 20. května 1969) je americký profesionální wrestler. Pracuje v organizaci WWE, kde působí jako senior viceprezident pro živá vystoupení.

## Kariéra
Proslavil se svým působením ve World Wrestling Federation (WWF, nyní WWE), kde vystupoval pod přezdívkou The Roadie a později jako Road Dogg. Známý je také díky svému působení v Total Nonstop Action Wrestling (TNA) v letech 2002 až 2009. Vystupoval také v několika dalších promotérských společnostech, jako jsou Smoky Mountain Wrestling, World Championship Wrestling, United States Wrestling Association, Catch Wrestling Association a World Wrestling All-Stars (WWA).
Během své více než třicetileté kariéry získal řadu mistrovských titulů. Ve WWE se proslavil jako polovina týmu The New Age Outlaws. Spolu s Billym Gunnem získal pětkrát titul WWF World Tag Team Championship a později jednou titul WWE Tag Team Championship. Kromě toho zaznamenal úspěch v soutěži jednotlivců, kde se stal jednou Interkontinentálním šampionem a jednou hardcore šampionem.
Po odchodu z WWF v roce 2001 se stal prvním mistrem světa v těžké váze WWA. Poté uspěl v týmech v organizaci TNA, kde se stal dvakrát mistrem světa v tag týmech National Wrestling Alliance (NWA) s Konnanem a Ronem Killingsem.
V roce 2019 byl společně s týmem D-Generation X uveden do sině slávy WWE.

## Osobní život
Je součástí známé wrestlingové rodiny Armstrongů. Jeho otec Bob i bratři Scott, Brad a Steve se věnovali wrestlingu. Scott pracoval ve WWE jako rozhodčí.
Stejně jako jeho otec sloužil u námořní pěchoty Spojených států. Jeho služba trvala od roku 1987 do roku 1993. V roce 1991 bojoval v operaci válka v Zálivu.
Oženil se s Tracy Jamesovou. Mají spolu tři děti. Patří mezi celoživotní fanoušky Pittsburgh Steelers.
Několikrát otevřeně uvedl, že celý život zápasí se závislosti na alkoholu a drogách. Rovněž ho trápilo nadměrné užívání prášků proti bolesti.
Dne 26. března 2021 utrpěl infarkt a byl hospitalizován.

## Filmografie
| Rok  | Název          | Role     |
| ---- | -------------- | -------- |
| 2003 | Head of State  | BG James |
| 2010 | The Other Guys | BG James |

## Úspěchy a ocenění
- All-Star Championship Wrestling
  - ACW Tag Team Championship (1x)
- Catch Wrestling Association
  - CWA World Tag Team Championship (1x)
- Coastal Carolina Wrestling Alliance/Carolina Wrestling Federation
  - CCWA/CWF World Heavyweight Championship (1x)
- Freedom Pro Wrestling
  - FPW Tag Team Championship (1x)
- Maryland Championship Wrestling
  - MCW Tag Team Championship (1x)
- Millennium Wrestling Federation
  - MWF Tag Team Championship (1x)
- NWA Wrestle Birmingham
  - NWA Alabama Heavyweight Championship (2x)
- Pro Wrestling Illustrated
  - Tag Team of the Year (1998)
  - PWI ranked him #46 of the best 500 singles wrestlers in the PWI 500 in 1999
  - PWI ranked him #43 of the best 100 tag teams of the "PWI Years" in 2003 with Billy Gunn
  - PWI ranked him #183 of the 500 best singles wrestlers during the "PWI Years" in 2003.
- Total Nonstop Action Wrestling
  - NWA World Tag Team Championship (2x)
  - Gauntlet for the Gold (2003 – Tag Team)
  - Feast or Fired (2007 – World Tag Team Championship contract)
- TWA Powerhouse
  - TWA Tag Team Championship (1x)
- United States Wrestling Association
  - USWA Heavyweight Championship (1x)
  - USWA Television Championship (2x)
  - USWA World Tag Team Championship (2x)
- World Wrestling All-Stars
  - WWA World Heavyweight Championship (1x)
  - London Rumble (2001)
  - Manchester Rumble (2001)
- World Wrestling Federation/WWE
  - WWF Hardcore Championship (1x)
  - WWF Intercontinental Championship (1x)
  - WWF Tag Team Championship (5x)
  - WWE Tag Team Championship (1x)
  - WWE Hall of Fame (2019)
- Wrestle Birmingham
  - Wrestle Birmingham Heavyweight Championship (2x)
- Wrestling Observer Newsletter
  - Worst Gimmick (1996) as The Real Double J